# Joana Desbordes
Joana Desbordes, née le 16 février 2000, à Drancy, est une nageuse française, spécialiste de la nage libre, sur 100, 200 et 400m.

## Biographie
Dès son plus jeune âge, Joana est initiée à la natation par ses deux parents : sa mère, ancienne nageuse professionnelle avec trois participations aux Jeux Olympiques, et son père, dans le rôle de premier entraineur.
En 2016, alors qu'elle est âgée de 16 ans, Joana Desbordes devient championne de France junior, sur 100 et 200m nage libre, après avoir réalisé le triplé (100, 200 et 400m) lors de l'exercice précèdent. La même année, elle prend part aux Championnats d’Europe juniors, en Hongrie.
Par la suite, en multipliant les belles performances, elle parvient à se rapprocher de l'Equipe de France A. En 2019, elle participera à une compétition internationale en Italie, avec l’Equipe de France post-junior, avec une finale A à la clé. Elle sera aussi repêchée par l'Equipe de France A', pour une compétition aux États-Unis.
Au niveau national, Joana Desbordes se place déjà comme une nageuse à très fort potentiel. En décembre 2018, elle obtient deux médailles de bronze sur 200 et 400m nage libre, en petit bassin, aux Championnats de France élite. L'année qui suit, elle réitère la même performance, sur les mêmes distances, mais en grand bain cette fois-ci.

## Palmarès

### Championnats de France
- Championne de France junior 2015 sur 50, 100, 200m nage libre
- Championne de France junior 2016 sur 50 et 100m nage libre
- Médaille de bronze sur 200m nage libre aux Championnats de France petit bassin 2018, à Montpellier
- Médaille de bronze sur 400m nage libre aux Championnats de France petit bassin 2018, à Montpellier[4]
- Médaille de bronze sur 200m nage libre aux Championnats de France grand bassin 2019, à Rennes[5]
- Médaille de bronze sur 400m nage libre aux Championnats de France grand bassin 2019, à Rennes

### Compétitions internationales
- Médaille d'or sur 400m nage libre à Open de France 2019, à Chartres[6]